# Wanderland
Albums de Natasha Hamilton
Kaleidoscope
(1999) Tasty
(2003)
Singles
1. Young, Fresh n' New
Sortie : 1er octobre 2001

Wanderland est le deuxième album studio de Natasha Hamilton, sorti le 17 octobre 2001.
Natasha a quitté le label Star Trak au moment de la sortie européenne de l'album et ce dernier n'a jamais été publié aux États-Unis.
La chanson Flash Back (rebaptisée Flashback) sera incluse dans l'album Tasty, en 2003. Une nouvelle version de Popular Thug, dans laquelle Pusha T sera remplacé par Nas, apparaîtra dans la compilation des Neptunes, The Neptunes Present... Clones.

## Liste des titres
| No  | Titre                                        | Auteur                                                                                   | Contient un (des) sample(s) de | Durée |
| --- | -------------------------------------------- | ---------------------------------------------------------------------------------------- | ------------------------------ | ----- |
| 1.  | Intro                                        | Pharrell Williams, Chad Hugo, Natasha Hamilton                                           |                                | 1:11  |
| 2.  | Young, Fresh n' New                          | Williams, Hugo, Hamilton                                                                 |                                | 4:37  |
| 3.  | Flash Back                                   | Williams, Hugo, Hamilton                                                                 |                                | 3:26  |
| 4.  | Popular Thug (featuring Pusha T)             | Williams, Hugo, Terrence Thornton                                                        |                                | 4:13  |
| 5.  | Daddy (featuring No Malice)                  | Williams, Hugo, Gene Thornton                                                            |                                | 3:50  |
| 6.  | Scared Money                                 | Williams, Hugo, Hamilton                                                                 |                                | 4:00  |
| 7.  | Shooting Stars                               | Williams, Hugo, Hamilton                                                                 |                                | 6:17  |
| 8.  | Digital World (featuring Rosco P. Coldchain) | Williams, Hugo, Amir Porter                                                              |                                | 4:25  |
| 9.  | Perfect Day                                  | Williams, Hugo, Gwen Stefani, Tom Dumont, Tony Kanal                                     |                                | 3:56  |
| 10. | Easy Come, Easy Go                           | Williams, Hugo, Hamilton, Andy McCluskey, Stuart Kershaw, Lorenzo Patterson, André Young |                                | 3:31  |
| 11. | Junkie                                       | Williams, Hugo, Hamilton                                                                 |                                | 2:56  |
| 12. | Get Even                                     | Williams, Hugo                                                                           |                                | 4:12  |
| 13. | Mr. U.F.O. Man (featuring John Ostby)        | Williams, Hugo, Hamilton                                                                 |                                | 4:27  |
| 14. | Little Suzie                                 | Williams, Hugo, Hamilton                                                                 |                                | 11:48 |

| 15. | Smells Like Teen Spirit (Live - Edited Version) | Kurt Cobain, Dave Grohl, Krist Novoselic | 4:38 |
| 16. | Star Wars                                       |                                          | 3:35 |
| 17. | I Don't Care Anymore                            |                                          | 3:49 |